# Missió: Impossible
|  | Per a altres significats, vegeu «Mission: Impossible». |

Missió: Impossible (títol original en anglès: Mission: Impossible) és una pel·lícula estatunidenca estrenada el 1996, basada en la sèrie de televisió de 1966 Mission: Impossible, creada per Bruce Geller. Va ser dirigida per Brian De Palma i protagonitzada per Tom Cruise com a Ethan Hunt. Ha estat doblada al català.

## Argument
La característica de les missions d'aquest equip d'espies és que serien pràcticament impossibles per a qualsevol grup comú d'agents. Les missions són inversemblants i els agents es converteixen en superagents. En aquesta versió, el grup d'agents ultrasecrets ha de recuperar un disc per a computadora que té important informació per al govern. En l'intent moren diversos agents i el protagonista de la pel·lícula és acusat de la seva mort. A més d'intentar recuperar el material robat, l'agent Ethan Hunt, protagonitzat per Tom Cruise, haurà de provar la seva innocència.

## Repartiment
| Intèrpret            | Personatge                 |
| -------------------- | -------------------------- |
| Tom Cruise           | Ethan Hunt                 |
| Jon Voight           | Jim Phelps                 |
| Emmanuelle Béart     | Claire Phelps              |
| Ving Rhames          | Luther Stickell            |
| Jean Reno            | Franz Krieger              |
| Henry Czerny         | Eugene Kittridge           |
| Vanessa Redgrave     | Maxi                       |
| Emilio Estévez       | Jack Harmon (no acreditat) |
| Kristin Scott Thomas | Sarah Davies               |
| Sebastian Lopez      | Doble de Tom Cruise        |

## Premis i nominacions[calcitació]
- 1996: Nominada al Premi Satellite al millor muntatge
- 1996: Nominada al Premi Razzie a la pitjor pel·lícula amb recaptació superior als 100M $

## Crítica
- "Espectacle espatllat per un desmanegat guió"[3]
- "De Palma ha aconseguit un divertiment frenètic i immediatament oblidable"[4]